# Suma Chakrabarti
Suma Chakrabarti (Jalpaiguri, 1959) è un economista britannico, presidente della Banca Europea per la Ricostruzione e lo Sviluppo.

## Biografia
Dopo aver studiato a Londra, al New College di Oxford (laurea in filosofia, scienze politiche ed economia) e all'Università del Sussex lavora per il Ministero del Tesoro britannico diventandone Segretario Generale.
Successivamente viene nominato Segretario generale del Dipartimento per lo Sviluppo Internazionale.